# ISO 3166-2:AX
ISO 3166-2:AXはISOの3166-2規格のうち、AXで始まるものである。フィンランドの自治領であるオーランド諸島の行政区分コードを意味する。オーランド諸島はISO 3166-1(ISO 3166-1 alpha-2)で、AXを国コードとして割り振られている。ISO 3166-2:AXに対応する行政区分コードの割り当てはない。ただし、フィンランドのコードであるISO 3166-2:FIにおいて、FI-ALを与えられている。